# Afrikanischer Armschlagring

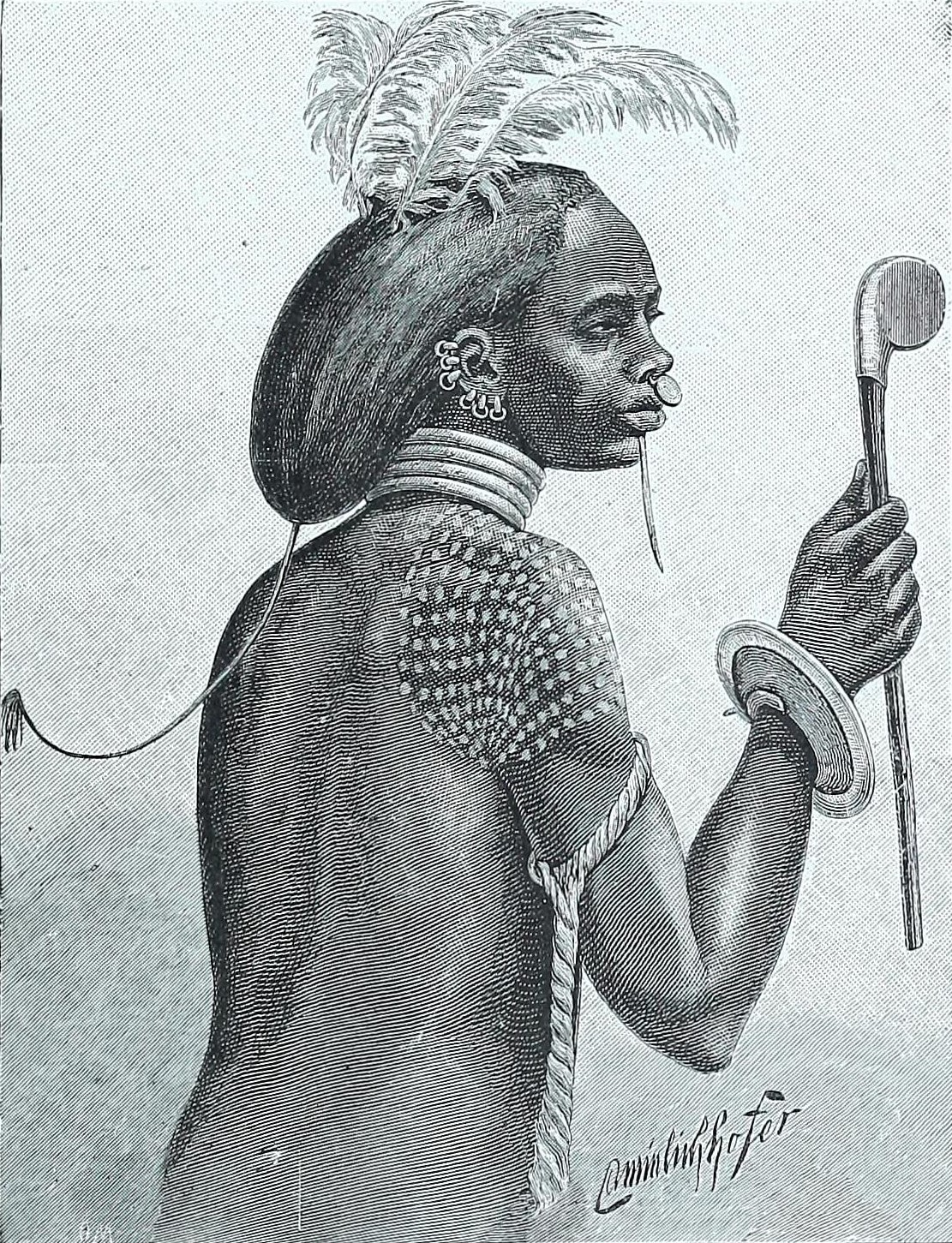
Turkana-Krieger mit Handgelenkmesser, etwa 1888

Afrikanische Armschlagringe sind traditionelle afrikanische Waffen aus Eisen, die auch als Schmuck und Werkzeug verwendet wurden. Es gibt verschiedene Formen, als Scheibe mit umlaufender Klinge oder als Band mit Dornen bzw. Stacheln. Die Armschlagringe wurden am Arm bzw. Handgelenk wie ein Armband getragen. Sie wurden hauptsächlich von den nilotischen Völkern im Norden Ostafrikas genutzt, waren aber auch in der zentralen Großlandschaft Sudan zu finden. Vergleichbare Waffen kommen in Südamerika vor.

## Formen

### Eine Klinge/Handgelenkmesser
Die einklingigen Handgelenkmesser haben in der Regel die Form einer runden oder leicht ovalen dünnen Scheibe (Abbildung A-B). Es gibt auch Varianten, bei denen die Klinge wie eine Zunge absteht (Abbildung C). Der Durchmesser beträgt etwa 20–25 Zentimeter. In der Mitte ist eine Öffnung im Durchmesser eines Handgelenks oder eines Unterarms. Die Klinge ist durchbrochen, um das Messer auf den Arm aufziehen zu können. Die Innenseite ist mit Leder gepolstert, um den Arm zu schützen. Die Außenkante ist scharf geschliffen und wird, wenn der Ring am Arm getragen wird, durch einen Lederstreifen abgedeckt, der auf die Schneide aufgesteckt wird. Vor dem Kampf konnten die schützenden Lederstreifen schnell entfernt werden. Typisch sind diese Handgelenkmesser vor allem für die Turkana, wo sie ararait bzw. abarait genannt werden. Sie wurden auch von verschiedenen anderen Ethnien verwendet wie Dassanetch, Nyangatom, Boya, Lokoya, Bari, Murle, Acholi, Karamojong, Toposa, Didinga und Pokot.

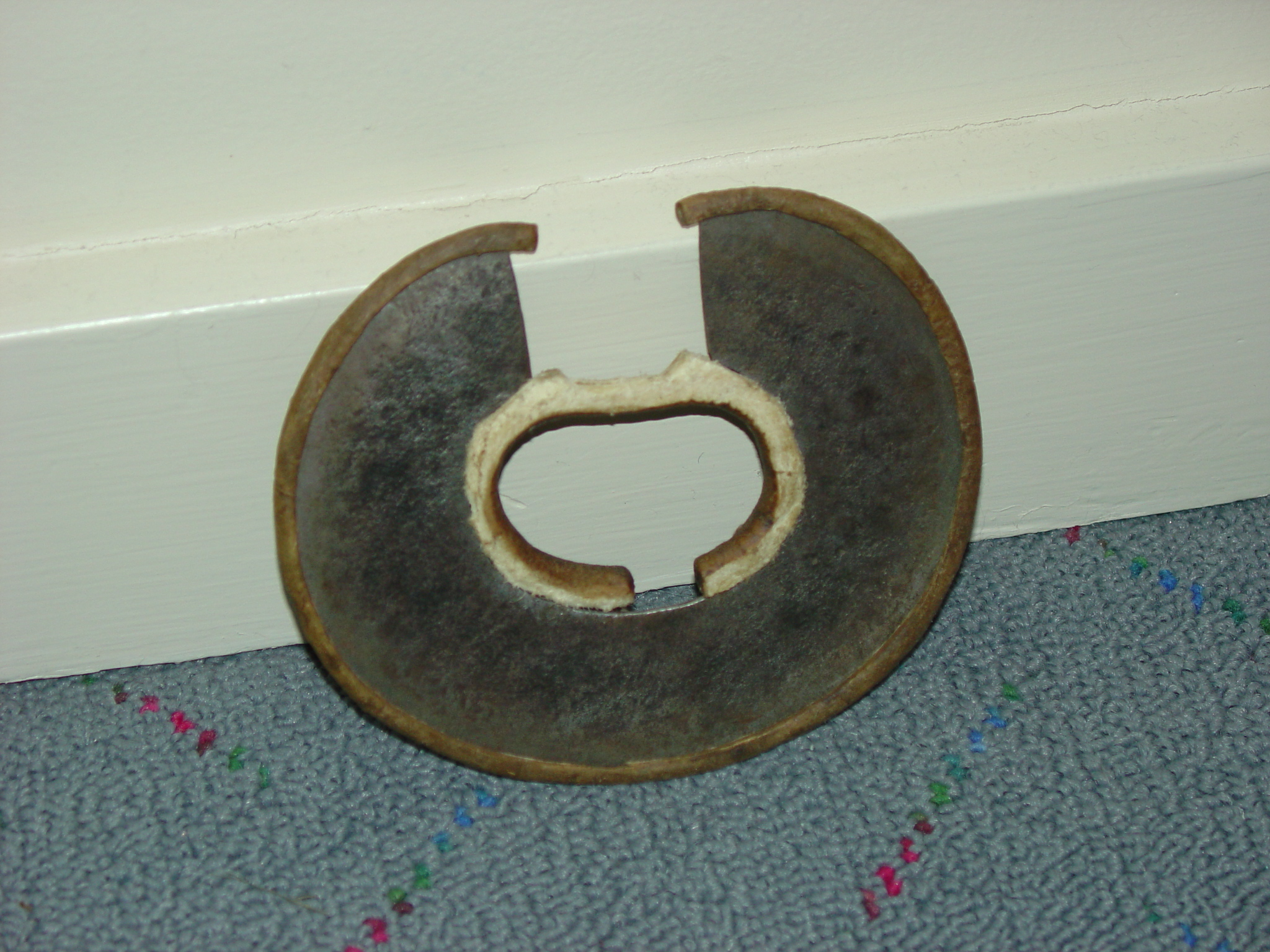
A
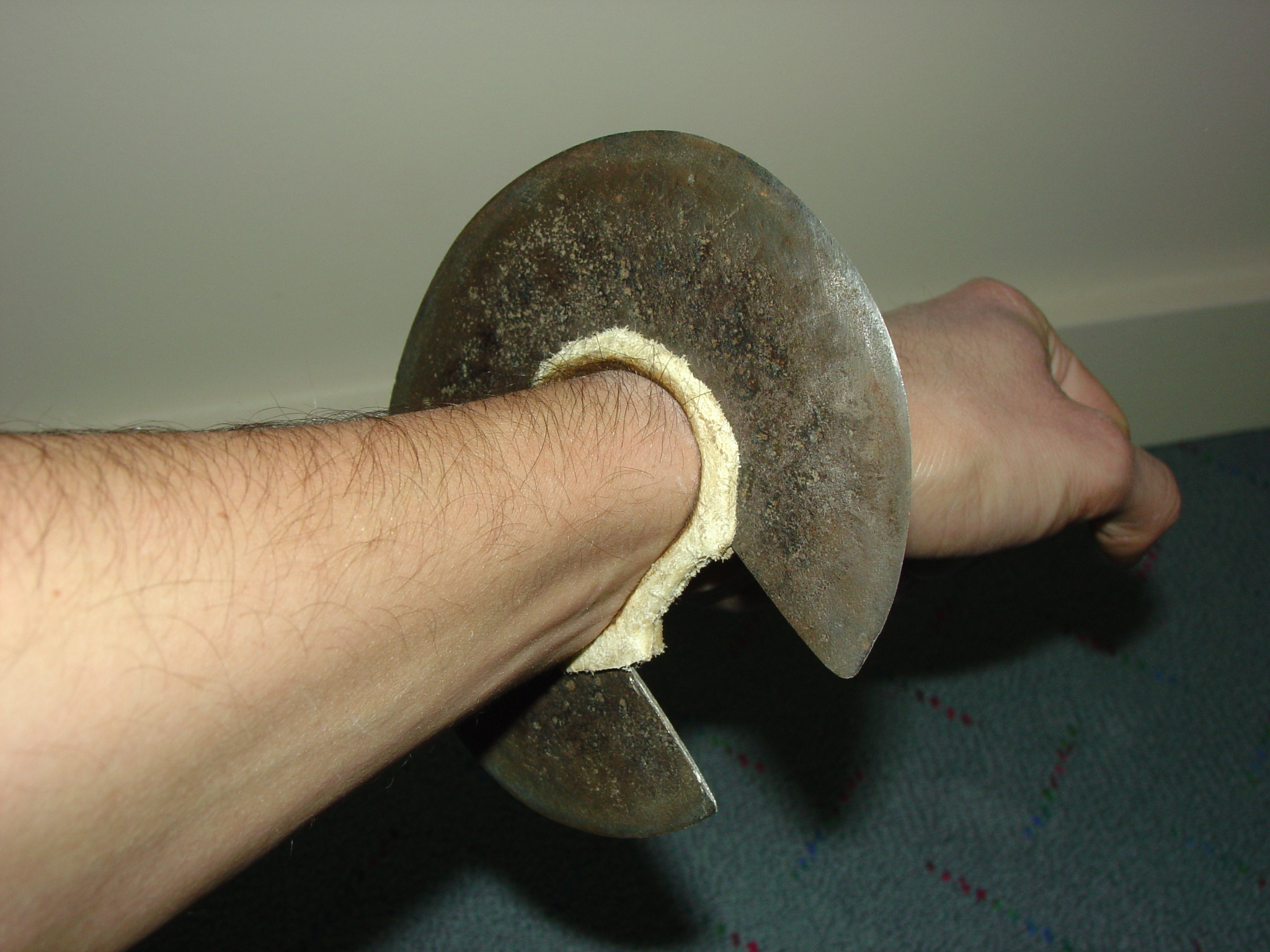
B
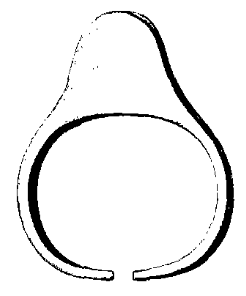
C

### Doppelte Klinge
Die Form mit doppelter Klinge ist seltener als die mit einzelner Klinge an der Scheibe. Bei der doppelten Form wird das Metallband, welches das Handgelenk umschließt, an den beiden Seiten umgebogen. Dadurch entstehen zwei parallele Klingen, beide etwa 2,5 Zentimeter hoch. Diese Form ist bei den Nuba (Sudan), den Murle (Sudan) und Hausa (Nigeria) bekannt. Die Hausa nennen die Armschlagringe Baura, die Nuba Zuar.

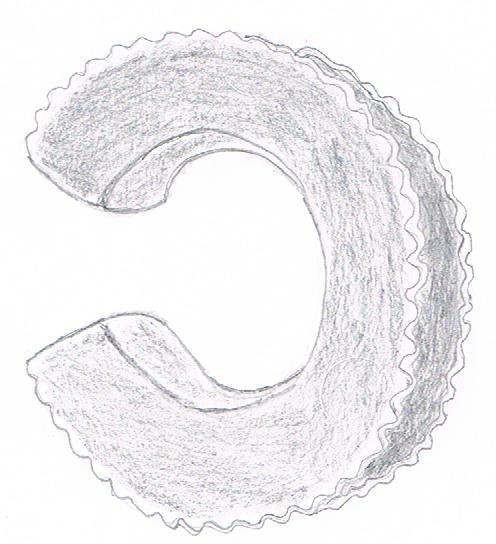

### Mit Dornen
Weniger häufig als die Handgelenkmesser mit ihrer durchgehenden Klinge sind Armschlagringe mit gezackten bzw. gezahnten Klingen oder mit Dornen. Mit Dornen gespickte Armbänder sind bei den Lotuko und Moru aus dem Südsudan (Abbildung A-B) sowie bei den Frauen der Ouled Nail (Abbildung C) bekannt. Armschlagringe mit zwei langen Dornfortsätzen wurden von den Bongo, Dinka und Jur verwendet (Abbildung D).

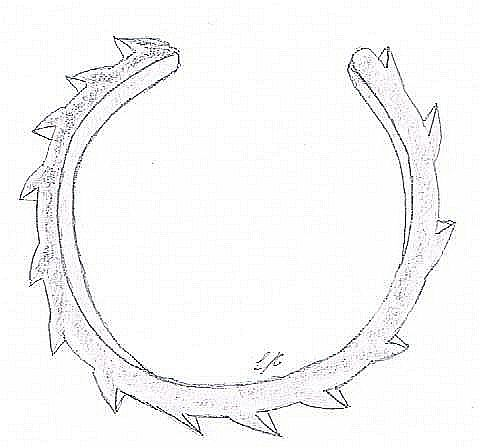
A
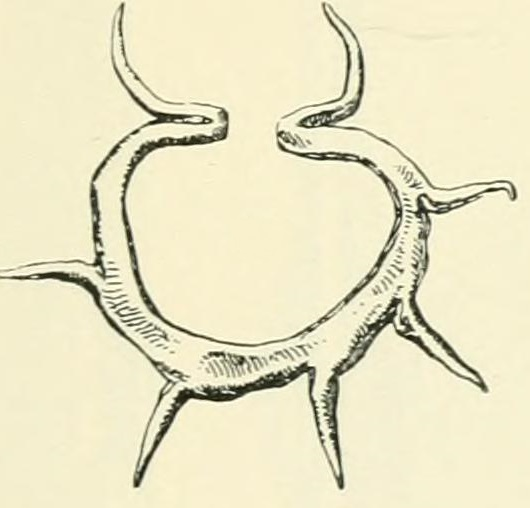
B
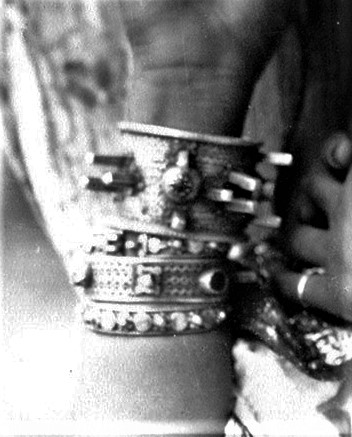
C
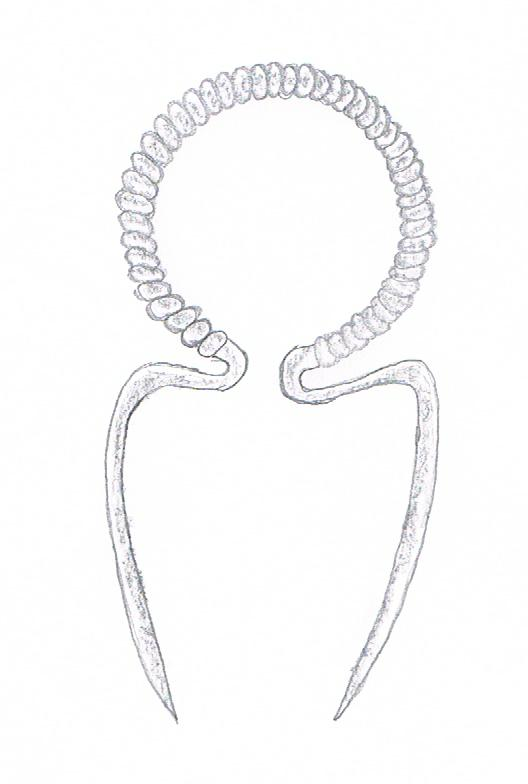
D

## Verwendung

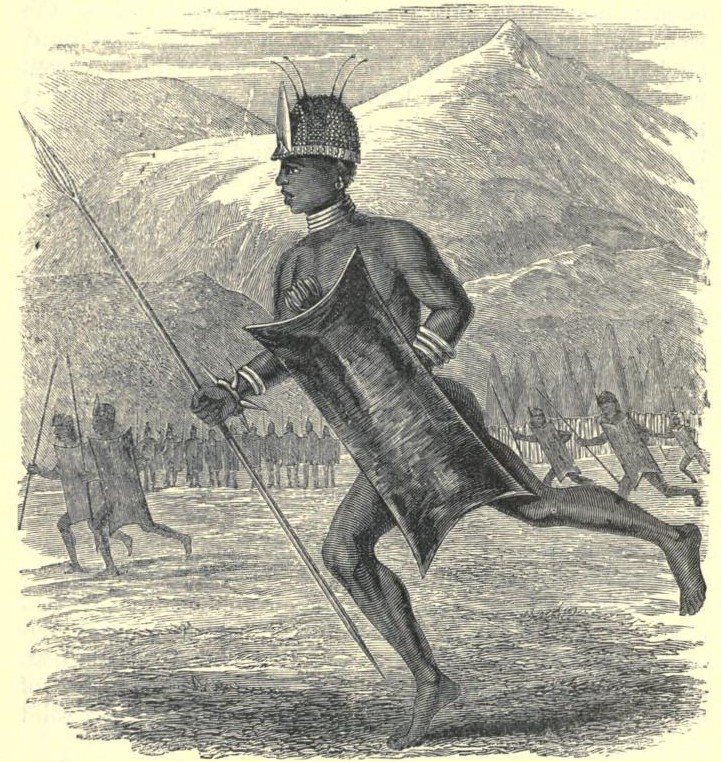
Lotuko-Krieger mit dornenbesetztem Armschlagring, um 1888

In der Regel wurden Armschlagringe nur an einem Arm getragen. Oft wurden sie auch als Schmuck angesehen, was typisch für traditionelle afrikanische Waffen ist. Größere Varianten des Armschlagrings mit zwei Dornen wurden ebenfalls als Halsschmuck und zur Selbstverteidigung getragen.
Teilweise wurden Armschlagringe mit Klingen auch als Werkzeug verwendet, z. B. um Tiere zu häuten oder Fleisch zu schneiden.
Vielfach waren die Armschlagringe nicht an den Status des Kriegers gebunden, was sie von anderen traditionellen Waffen (z. B. Bogen, Speer, Schwert) unterscheidet. So wurden sie nicht nur von Kriegern, sondern auch von Frauen und Kindern getragen.
Als Waffe wurden Armschlagringe im Nahkampf genutzt. Kam es zu einem Kampf, wurde der Armschlagring fest auf den unteren Teil der Hand geschoben. Außerdem wurde er im traditionellen Stockkampf verwendet, um den gegnerischen Stock zu parieren und ihn gegebenenfalls zu blockieren und festzuhalten.
Eine große Bedeutung haben die Armschlagringe immer noch in rituellen Kampfspielen, die meist als Dank für gelungene Ernte aufgeführt werden. Sie sind bei den Maguzawa und Hausa im Norden von Nigeria bekannt, wo sie shanci bzw. Shenzi genannt werden. Im Südsudan gibt es sie bei den Moru und den Nuba als Timbra. Die Kämpfer können dabei ihre Kraft und ihren Mut unter Beweis stellen. Die Kampfspiele sind ein Höhepunkt des Dorflebens und zugleich Ventil für Aggressionen. So sind die Nuba stolz darauf, dass es ansonsten kaum Gewalt untereinander gibt. Die Kampfspiele bilden auch einen Teil des Initiationsritus.
Das Kampfspiel wird in der Regel von rhythmischen Trommelschlägen und Gesang begleitet. Während die Hand mit dem Armschlagring den Gegner angreift, wehrt die andere Hand ab. In manchen Regionen führen die Kämpfer dazu mit der abwehrenden Hand einen kleinen Faustschild. Zusätzlich wenden die Kämpfer Tritt-, Grappling- und Wurftechniken an. Das Hauptziel ist es, den Gegner mit dem Armschlagring an der Schädeldecke zu treffen. Die Kampfspiele sind blutig und gefährlich, jedoch sind Todesfälle selten. Um das Risiko zu minimieren, wird der Kampf von Schiedsrichtern, meistens ehemaligen Kämpfern, beobachtet. Ein Treffer kann das Kampfspiel beenden; sollte einer der Kämpfer zu stark verletzt sein, wird der Kampf abgebrochen. Das passiert auch bei Regelverstoß – so sind gefährliche Aktionen wie Aufwärtshaken verboten – oder wenn einer der Kämpfer die Selbstbeherrschung verliert.
Bis in die 1980er-Jahre wurden die Armschlagringe häufig getragen. Kampfspiele mit Armschlagringen werden noch in heutiger Zeit veranstaltet.